# Кац, Хирше-Довид
Хирше-Довид Кац (идиш הירשע־דוד כ״ץ‎, англ. Dovid Katz, литературный псевдоним — Хиршадовид Мейнкес; род. 9 мая 1956, Бруклин) — американский еврейский писатель

, лингвист-германист, специалист в области идиша.

## Биография
Родился в Бруклине, в семье еврейского поэта-модерниста Мейнке Каца (1906—1991), уроженца местечка Михалишки Учился в еврейских школах Боро-Парка, в том числе в Еврейском институте Боро-парка и Иешиве Флэтбуша. В 1978 году окончил отделение лингвистики Колумбийского университета, одновременно учился в Семинарии учителей идиша «Герцлия» в Нью-Йорке. В 1978—1982 годах проходил аспирантуру в Лондонском университете, где в 1982 году защитил диссертацию «Explorations in the History of the Semitic Component in Yiddish» о происхождении семитской составляющей идиша. Развил идею о непрерывном наследовании семитской компоненты в идише (включая семантику и фонологию) из древнееврейского языка через арамейский язык — в противовес превалирующей тогда теории заимствования гебраизмов через литургические тексты. Тогда же представил свою реконструкцию протогласных в ранних диалектах идиша и модифицированную классификацию современных диалектов, возводя их географический генезис к придунайским землям.
В 1978—1996 годах преподавал в Оксфордском университете, где создал программу исследования идиша и позже на её основе Институт исследования идиша (Oxford Institute for Yiddish Studies, 1994), а также ежегодный летний интенсивный курс идиша (1982) и серию зимних симпозиумов по этому языку (1985). Тогда же основал научную серию «Winter Studies in Yiddish» на английском языке (1987) и «Oksforder yidish» на идише (1990). Занимал позиции инструктора и младшего научного сотрудника (1978—1982), старшего научного сотрудника и заведующего отделением идиша (1983—1994) в Оксфордском центре гебраистики и иудаики. Возглавлял Институт исследования идиша до 1997 года. Был также научным сотрудником Колледжа св. Антония в Оксфорде. С 1990 года на протяжении двух десятилетий проводил полевые работы этнографического и лингвистического характера на территории Прибалтики, Беларуси, северной и восточной Украины, работая над составлением атласа северо-восточного диалекта идиша. Среди учеников — Дов-Бер Керлер.
Основал в Оксфорде издательство «Драй швестерс» (Three Sisters) и ежемесячный литературный журнал «Ди пен» (Yiddish Pen — перо, был его редактором, 1994—1996), а также семинар по подготовке преподавателей идиша. Составил посмертные сборники стихотворений своего отца, поэта Мейнке Каца, подготовил новое издание англо-еврейского словаря Александра Гаркави. Публиковался в нью-йоркских газетах на идише «Форвертс» и «Алгемейнер журнал», вёл постоянные рубрики в обеих.
В 1998—1999 годах был приглашённым профессором в Йельском университете, а в 1999—2010 годах — профессором и заведующим кафедрой идиша, еврейской литературы и культуры в Вильнюсском университете, где основал Центр изучения негосударственных культур на историческом факультете (возглавлял его на протяжении первых двух лет). В 2001 году основал там же Вильнюсский институт идиша и возглавлял его до 2010 года, а также интенсивный летний курс идиша при институте. В 2001—2002 годах был стипендиатом Гуггенхайма по литературе на идише. С 2010 года занимается общественной и литературной деятельностью, академических позиций не занимает.
Редактор журнала Defending History.
Живёт в Вильнюсе и Северном Уэльсе.
С 1991 года публиковал рассказы и новеллы в различных периодических изданиях на идише, собранные им в трёх сборниках под псевдонимом «Хиршадовид Мейнкес» (идиш הירשע־דוד מעינקעס‎, англ. Heershadovid Menkes). Два сборника были переведены на английский и немецкий языки. Главным образом занимался бытописанием традиционного уклада литваков. В 1996 году эти рассказы были удостоены премии Мангера (высшей литературной награды для пишущих на идише литераторов). В одиночку издаёт сетевой ежемесячный журнал «Дер идишер момент» (דער ייִדישער מאָמענט), в котором под дюжиной различных псевдонимов публикует уничижительные статьи о советской еврейской литературе и нелестные отзывы о деятелях современной светской литературной среды на идише.
Автор многочисленных работ, учебных пособий и монографий по социолингвистике, истории, диалектологии, грамматике и стилистике идиша, а также работ популярного характера для широкой читательской аудитории.
Сестра — Тройм Кац Хендлер (идиш טרױם קאַץ הענדלער‎, англ. Troim Katz Handler, род. 1925), автор нескольких поэтических сборников на идише («שׂימחה: עפּיסטאָלאַרישע ליבע-לידער», Милуоки, 2002) и двух учебных пособий по изучению идиша для японских студентов (совместно с Кадзуо Уэда; Idissyugo Kaiwarensyucho, 1995).

## Художественные произведения
- עלדראַ דאָן און אַנדערע מעשׂיות (елдра дон ун андере майсес). Rowen, Wales[англ.]: Three Sisters Press, 1992.
- דער פֿלאַכער שפּיץ: מעשׂיות פֿון װילנער גובערניע (дер флахер шпиц: майсес фун вилнер губерние). Rowen, Wales: Three Sisters Press, 1993.
- מתנגדישע מעשׂיות פֿון װילנער גובערניע (миснагдише майсес фун вилнер губерние). Иерусалим: Иерушолаимер алманах, 1996.
- Nóah Anshel dell’altro mondo. Traduzione dall’yiddish di Erri De Luca. Двуязычное издание (идиш и итальянский язык). Неаполь: Libreria Dante & Descartes, 2002.
- Ostjüdische Geschichten aus dem alten Litauen. Пер. Melitta Depner. Мюнхен: Salon, 2012. — 330 Seiten.
- City in the Moonlight: Stories of the Old-time Lithuanian Jews. Пер. Barnett Zumoff. Нью-Йорк: Ktav, 2012. — 137 pp.
- אײַנשטיין פֿון סוויר און אַנדערע דערציילונגען (Эйнштейн из Свири и другие рассказы). Тель-Авив: Х. Лейвик, 2019. — 224 с.

## Монографии
- Grammar of the Yiddish Language. Лондон: Gerald Duckworth and Co, 1987. — 290 pp.
- כּלל-תּקנות פֿון ייִדישן אױסלײג (клал-таконес фун идишн ойслейг — Code of Yiddish Spelling). Oxford Yiddish Press, 1992.
- תּקני תּקנות: פֿראַגן פֿון ייִדישער סטיליסטיק (тикней таконес: фрагн фун идишер стилистик — Amended Amendments: Issues in Yiddish Stylistics). Oxford Yiddish Press, 1993. — 356 pp.
- Lithuanian Jewish Culture. Вильнюс: Baltos lankos, 2004. — 400 pp. folio + large maps; 2-е, расширенное издание — Вильнюс: Central European University Press, 2010.
- Words on Fire: The Unfinished Story of Yiddish. Нью-Йорк: Basic Books, 2004. — 446 pp.; там же — 2007. — 512 pp.
- Windows to a Lost Jewish Past: Vilna Book Stamps (окна в утерянное еврейское прошлое: экслибрисы из Вильны). Вильнюс: Versus Aureus, 2008. — 100 pp.
- Seven Kingdoms of the Litvaks. Вильнюс: International Cultural Program Center, 2009.
- Yiddish and Power: Ten Overhauls of a Stateless Language. Palgrave MacMillan, 2014. — 340 pp[13].

## Под редакцией Х.-Д. Каца
- Origins of the Yiddish Language (Winter Studies in Yiddish I). Papers from the First Annual Oxford Winter Symposium in Yiddish Language and Literature, 15—17 December 1985. Оксфорд: Pergamon Press, 1985.
- Dialects of the Yiddish Language (Winter Studies in Yiddish 2). Papers from the Second Annual Oxford Winter Symposium in Yiddish Language and Literature, 14—16 December 1986. Оксфорд: Pergamon Press, 1986.
- Oksforder Yidish I (на идише). Harwood Academic Publishers, 1990. — 406 с.
- Oksforder Yidish II (на идише). Harwood Academic Publishers, 1991. — 316 с.
- Oksforder Yidish III (на идише). Oxford Yiddish Press, 1995.